# ファイナル・デイ
『ファイナル・デイ』（原題：Apocalypse L.A.）は、ターナー・クレイ監督による2014年のアメリカ映画。DVDにて初公開された。タイトルもDisaster L.A.と変更された。
ターナー・クレイは監督をはじめ、脚本、制作、撮影、編集、音楽の６役を務めている。日本での発売は2014年11月21日。

## ストーリー
ロサンゼルスに住むジョンたちの仲間は、卒業を祝うパーティで盛り上がっている。そんなときジョンの元恋人のトリが新しいボーイフレンドと現れる。ジョンは、まだ未練を残していた。そんなとき、明日流星雨が地球に接近するというニュースが流れ、翌朝、ジョンたちは、激しい振動でおこされる。外に出ると、街の中に巨大な黒煙がいくつも昇っている。友人のネイトはガールフレンドが心配になり、家まで様子を見に行くと原因不明の出血で苦しんでいた。
ジョンたちはニュースでロサンゼルスに隕石が落ちた事を知り、塵煙を吸った人間は謎の病気に感染し凶暴化する事を知る。そこにネイトが重体のガールフレンドを運び込んで来るが息を引き取る。ジョンはロサンゼルスから出ようと言うが、ネイトは死んだ彼女をおいていけないと言う。そのとき死んだはずのガールフレンドが、ゾンビとなって襲いかかってきた。仲間の一人が殺され、残った５人の男たちでスコットの知人の車を借りにいくが、知人もゾンビ化していて襲われる。ネイトは友人を助けようと、自らゾンビに向かっていき殺され、4人は逃げきる。そしてターナーの車を取りにマンションに向かうが、ジョンは別れてアダムと一緒に元恋人のトリを迎えにいく。トリに無事会うことができたが、軍が街の汚染を除くために化学兵器を使用する事を知る。急いでターナーの待つマンションに向かうが、再びゾンビに襲われ、アダムが皆を逃がして絶命する。ジョンたちはターナー、スコットと合流し、街から逃げようとするが、銃を持った男に車を渡すように脅かされる。ターナーは従わずに相手を逆にひき殺す。しかしスコットが銃で撃たれて死亡した。ターナーはショックで茫然となるが、ジョンが励まし再び先を急ぐ。しかし残った３人にゾンビたちが襲いかかると、ターナーは自ら囮になって２人を逃がすものの、最後にはやられてしまう。そして、ついに海岸まで２人が逃げ切ったとき、軍のヘリや戦闘機が街に向かっていった。

## キャスト
| 役名                    | 俳優                     | 日本語吹替   |
| ----------------------- | ------------------------ | ------------ |
| ジョン                  | ジャスティン・レイ       | 阪口周平     |
| トリ (ジョンの元恋人)   | ステファニー・エステス   | 本名陽子     |
| スコット (ジョンの仲間) | ロン・ハンクス           | マンモス西尾 |
| ネイト (ジョンの仲間)   | デニス・リーチ           | 藤沼建人     |
| アダム (ジョンの仲間)   | マイケル・テイバー       | 白川周作     |
| ターナー (ジョンの弟)   | ジェロッド・ミーガー     | 江藤博樹     |
| ジェイコブ              | フランシスコ・フローズ   | 東和良       |
| アストリッド            | アリ・ウィリアムズ       | 平井祥恵     |
| 男性キャスター          | ジェフ・ロッカー         | 羽野だい豆   |
| 女性キャスター          | タンジー・アレクサンダー | 仲村かおり   |
| デビッド                | マイケル・J・シーラフ    | 中村章吾     |

- 日本語版制作スタッフ

演出：諏訪優一、翻訳：浅野倫子、調整：小菅学、制作：アクシー